# Russki satiritscheski listok
Russki satiritscheski listok (russisch Русский сатирический листок, Russisches satirisches Blättchen) war eine satirische Zeitschrift, die 1882 bis 1889 – mit Ausnahme des Jahres 1885 – wöchentlich in Moskau in russischer Sprache erschien.
1882–1884 gab der Verleger Nikolai Poluschin, ein Volkstümler, die Zeitschrift heraus. Ab 1886 wurde die Illustrierte noch von Abram Lipskerow und Nikolai Nikititsch Sojedow herausgegeben und verlegt.
Feuilletonistische Beiträge lieferte unter anderen Alexei Budischtschew. Anton Tschechow publizierte im Februar 1884 seine beiden Kurzgeschichten Die Rache einer Frau und Wanka.